# John Rawsthorne
John Anthony Rawsthorne (* 12. November 1936 in Crosby) ist ein englischer römisch-katholischer Geistlicher und emeritierter Bischof von Hallam.

## Leben
John Rawsthorne empfing nach seinem Studium der Philosophie und Theologie am St. Josephs College in Upholland am 16. Juni 1962 die Priesterweihe für das Erzbistum Liverpool.
Papst Johannes Paul II. ernannte ihn am 9. November 1981 zum Weihbischof in Liverpool und Titularbischof von Rotdon. Der Erzbischof von Liverpool, Derek Worlock, spendete ihm am 16. Dezember desselben Jahres die Bischofsweihe; Mitkonsekratoren waren die Liverpooler Weihbischöfe Kevin O’Connor und Anthony Hitchen.
Am 4. Juli 1997 wurde er zum Bischof von Hallam ernannt. Er war Vorsitzender des Komitees für die Seelsorge von Gehörlosen, vormals Vorsitzender von Catholic Agency For Overseas Development (CAFOD). Er war Mitglied der Abteilung für internationale Angelegenheiten der Bischofskonferenz.
Papst Franziskus gab seinem Ruhestandsgesuch am 20. Mai 2014 statt und ernannte am 20. Mai 2014 Ralph Heskett CSsR, zuvor Bischof von Gibraltar, zu seinem Nachfolger.